# 南緯13度線
南緯13度線（なんい13どせん）は、地球の赤道面より南に地理緯度にして13度の角度を成す緯線。大西洋、アフリカ、インド洋、オーストララシア、太平洋、南アメリカを通過する。
この緯度の下では、夏至点時の可照時間は12時間54分であり、冬至点時の可照時間は11時間22分である。
南緯13度線は、アンゴラとザンビアの国境を形成する緯線となっている。

## 通過する地域一覧
南緯13度線は、本初子午線から東に向かって以下の場所を通っている。
| 地理座標                                               | 国土・領土・領海          | 備考 |
| ------------------------------------------------------ | ------------------------- | --- |
| 南緯13度0分 東経0度0分 / 南緯13.000度 東経0.000度      | 大西洋                    | |
| 南緯13度0分 東経12度57分 / 南緯13.000度 東経12.950度   | アンゴラ                  | |
| 南緯13度0分 東経22度0分 / 南緯13.000度 東経22.000度    | アンゴラと ザンビアの国境 | |
| 南緯13度0分 東経24度2分 / 南緯13.000度 東経24.033度    | ザンビア                  | |
| 南緯13度0分 東経28度49分 / 南緯13.000度 東経28.817度   | コンゴ民主共和国          | |
| 南緯13度0分 東経29度48分 / 南緯13.000度 東経29.800度   | ザンビア                  | |
| 南緯13度0分 東経33度0分 / 南緯13.000度 東経33.000度    | マラウイ                  | |
| 南緯13度0分 東経34度19分 / 南緯13.000度 東経34.317度   | マラウイ湖                | |
| 南緯13度0分 東経34度46分 / 南緯13.000度 東経34.767度   | モザンビーク              | ペンバ湖 |
| 南緯13度0分 東経40度35分 / 南緯13.000度 東経40.583度   | インド洋                  | モザンビーク海峡 |
| 南緯13度0分 東経45度8分 / 南緯13.000度 東経45.133度    | フランス                  | マヨット（海外領土(フランス)） |
| 南緯13度0分 東経45度9分 / 南緯13.000度 東経45.150度    | インド洋                  | モザンビーク海峡 |
| 南緯13度0分 東経48度54分 / 南緯13.000度 東経48.900度   | マダガスカル              | |
| 南緯13度0分 東経49度53分 / 南緯13.000度 東経49.883度   | インド洋                  | |
| 南緯13度0分 東経125度49分 / 南緯13.000度 東経125.817度 | ティモール海              | |
| 南緯13度0分 東経130度8分 / 南緯13.000度 東経130.133度  | オーストラリア            | ノーザンテリトリー |
| 南緯13度0分 東経136度39分 / 南緯13.000度 東経136.650度 | カーペンタリア湾          | |
| 南緯13度0分 東経141度35分 / 南緯13.000度 東経141.583度 | オーストラリア            | クイーンズランド州 - ヨーク岬半島 |
| 南緯13度0分 東経143度31分 / 南緯13.000度 東経143.517度 | 珊瑚海                    | トレス島（ バヌアツ）のちょうど北を通過。 |
| 南緯13度0分 東経167度47分 / 南緯13.000度 東経167.783度 | 太平洋                    | ウベア島（ ウォリス・フツナ）のちょうど北を通過。 |
| 南緯13度0分 西経76度30分 / 南緯13.000度 西経76.500度   | ペルー                    | |
| 南緯13度0分 西経68度58分 / 南緯13.000度 西経68.967度   | ボリビア                  | |
| 南緯13度0分 西経62度47分 / 南緯13.000度 西経62.783度   | ブラジル                  | ロンドニア州 - 約3km |
| 南緯13度0分 西経62度46分 / 南緯13.000度 西経62.767度   | ボリビア                  | 約12km |
| 南緯13度0分 西経62度39分 / 南緯13.000度 西経62.650度   | ブラジル                  | ロンドニア州 マットグロッソ州 ゴイアス州 トカンティンス州 ゴイアス州 トカンティンス州 ゴイアス州 バイーア州 - 本土、イタパリカ島、再び本土(サルヴァドール)を通過。 |
| 南緯13度0分 西経38度26分 / 南緯13.000度 西経38.433度   | 大西洋                    | |